# 오렌부르크키르기스주
오렌부르크 키르키스 주(러시아어: Область Оренбургских Киргизов)는 1859년부터 1868년까지 존재했던 러시아 제국의 주로 주도는 오렌부르크이다. 1868년 우랄스크주, 투르가이주로 나뉘었다.